# Economia de Zimbàbue

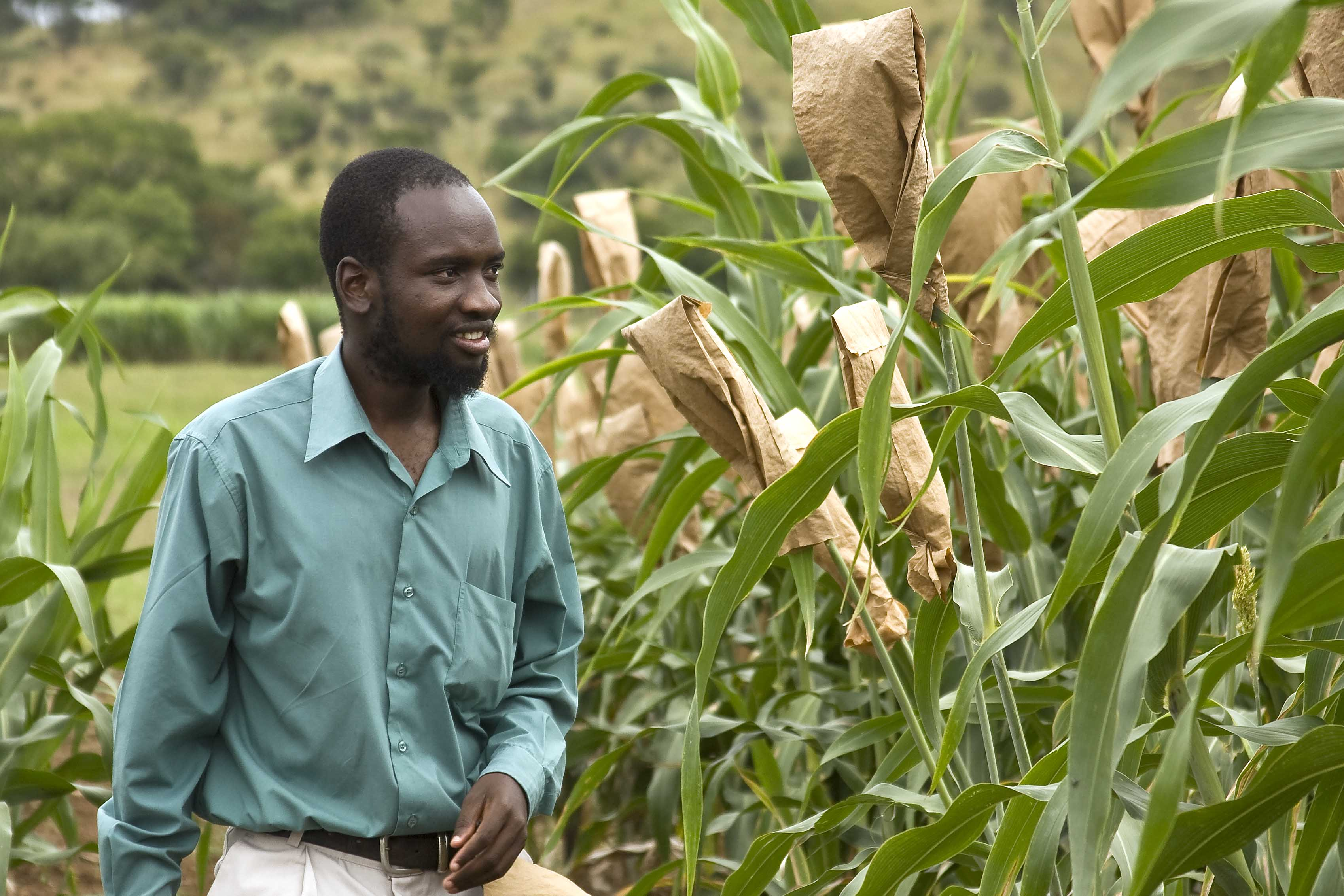
Plantació de sorgo a Zimbàbue.

L'economia de Zimbàbue era una de les més fortes de l'Àfrica, però es va deteriorar enormement a partir de la presa del poder de Robert Mugabe. En els últims anys l'atur ha arribat al 94% i la inflació va arribar al 100.000%, la major del món, seguit pel 40% de Birmània.
L'economia del país va tornar a créixer malgrat que la incertesa política va continuar. Després d'una dècada de recessió, entre el 1998 i el 2008 Zimbàbue va registrar un creixement de més del 9% a l'any entre el 2010 i el 2011, abans de caure al 5% el 2012, en part a causa de les males collites i als baixos ingressos amb l'exportació de diamants.
El país té reserves de cromita, carbó, amiant, coure, níquel, or, ferro i platí. No obstant això, els problemes polítics i la major taxa de Sida del món obstaculitzen el seu progrés. Les polítiques de Mugabe en matèria de reforma agrària han portat amb si agitacions internes, desplaçaments de la població, una inflació desorbitada i la incapacitat del país per proveir a la seva població.

## Crisi
El govern de Zimbàbue s'enfronta a una àmplia varietat de difícils problemes en la seva economia. Aquests problemes inclouen una notòria falta de divises, hiperinflació i escassetat de provisions i articles. La seva participació en la guerra del 1998 al 2002 en la República Democràtica del Congo, per exemple, va significar un retrocés de centenars de milions de dòlars de la seva economia. El molt necessitat suport de l'FMI no va arribar, a causa que el govern de Zimbàbue va fracassar a aconseguir els objectius pressupostaris. La taxa d'inflació es va incrementar d'un 32% per any el 1998 al 586% a finals de 2005, mentre el tipus de canvi va baixar de 24 dòlars zimbabuesos per US$ a 85,000 per US$ en la mateixa època.
Fins al 2009 Zimbàbue va tenir la taxa d'inflació més alta de tots els països del món. El març de 2008 la inflació va aconseguir el 100.000% i, una taxa de canvi d'1 dòlar estatunidenc per 30.000.000 de dòlars zimbabuesos. En aquell any, el dòlar nord-americà, el rand sud-africà, la lliura esterlina i la pula de Botswana van ser adoptades com a moneda.
Les exportacions agrícoles, minerals i el turisme constitueixen la principal via d'entrada de divises estrangeres. Zimbabue és el país que manté la relació comercial més important amb Sud-àfrica en el continent africà.
La dinàmica decadent de l'economia nacional ha estat principalment atribuïda a la mala gestió i a la descomposició del govern de Mugabe i a l'expropiació de les terres de més de 4000 grangers blancs durant la controvertida redistribució de la terra de l'any 2000.
La Zimbabwe Conservation Task Force va publicar un informe al juny de 2007 que estimava la mort d'un 60% de la biosfera salvatge del país des de 2000. L'informe també adverteix que la pèrdua de vida juntament amb la desforestació salvatge és potencialment perillosa per a la indústria turística.